# ولادة العيادة
ولادة العيادة (العنوان الأصلي (بالفرنسية: Naissance de la clinique)‏، (بالإنجليزية: The Birth of the Clinic)‏)، ثاني كتب الفيلسوف الفرنسي ميشيل فوكو، أشبه بحفريات في التشخيص الطبي، نشر عام 1963 في فرنسا ليترجم إلى الإنكليزية في 1973، وهو متوفر بالعربية أيضاً. يقتفي هذا الكتاب آثار تطور مهنة الطب، و«العيادة» على وجه الخصوص.